# The Endless Summer Tour
Il The Endless Summer Tour è il terzo tour musicale della cantautrice statunitense Lana Del Rey, a supporto del suo terzo album in studio Ultraviolence (2014).

## Artisti d'apertura
La seguente lista rappresenta il numero correlato agli artisti d'apertura nella tabella delle date del tour. 
- Courtney Love = 1
- Grimes = 2

## Scaletta
1. Cruel World
2. Cola
3. Blue Jeans
4. West Coast
5. Us Against the World
6. Born to Die
7. Ultraviolence
8. Summertime Sadness
9. Chelsea Hotel No. 2 (cover di Leonard Cohen)
10. Ride
11. Brooklyn Baby
12. Shades of Cool
13. Serial Killer
14. Video Games
15. Why Don't You Do Right?
16. Off to the Races

## Date del tour
| Data           | Città           | Paese        | Luogo                              | Artisti d'apertura |
| Nord America   | Nord America    | Nord America | Nord America                       | Nord America       |
| -------------- | --------------- | ------------ | ---------------------------------- | ------------------ |
| 7 maggio 2015  | The Woodlands   | Stati Uniti  | Cynthia Woods Mitchell Pavilion    | 1                  |
| 12 maggio 2015 | Morrison        | Stati Uniti  | Red Rocks Amphitheatre             | 1                  |
| 14 maggio 2015 | Phoenix         | Stati Uniti  | Ak-Chin Pavilion                   | 1                  |
| 16 maggio 2015 | Chula Vista     | Stati Uniti  | Mattress Firm Amphitheatre         | 1                  |
| 18 maggio 2015 | Los Angeles     | Stati Uniti  | Hollywood Bowl                     | 1                  |
| 20 maggio 2015 | Mountain View   | Stati Uniti  | Shoreline Amphitheatre             | 1                  |
| 22 maggio 2015 | Ridgefield      | Stati Uniti  | Sunlight Supply Amphitheater       | 1                  |
| 24 maggio 2015 | George          | Stati Uniti  | The Gorge Amphitheatre             | N.D.               |
| 28 maggio 2015 | Noblesville     | Stati Uniti  | Ruoff Home Mortgage Music Center   | 2                  |
| 30 maggio 2015 | Tinley Park     | Stati Uniti  | Hollywood Casino Amphitheatre      | 2                  |
| 31 maggio 2015 | Clarkston       | Stati Uniti  | DTE Energy Music Theatre           | 2                  |
| 3 giugno 2015  | Toronto         | Canada       | Budweiser Stage                    | 2                  |
| 4 giugno 2015  | Montréal        | Canada       | Centre Bell                        | 2                  |
| 6 giugno 2015  | Atlantic City   | Stati Uniti  | Borgata Event Center               | 2                  |
| 7 giugno 2015  | New York City   | Stati Uniti  | Randall's Island Park              | N.D.               |
| 9 giugno 2015  | Mansfield       | Stati Uniti  | Xfinity Center                     | 2                  |
| 11 giugno 2015 | Bristow         | Stati Uniti  | Jiffy Lube Live                    | 2                  |
| 13 giugno 2015 | Charlotte       | Stati Uniti  | PNC Music Pavilion                 | 2                  |
| 14 giugno 2015 | Atlanta         | Stati Uniti  | Cellairis Amphitheatre at Lakewood | 2                  |
| 16 giugno 2015 | West Palm Beach | Stati Uniti  | Coral Sky Amphitheatre             | 2                  |

## Cancellazioni
| Data          | Città  | Stato       | Luogo             | Causa    |
| ------------- | ------ | ----------- | ----------------- | -------- |
| 9 maggio 2015 | Dallas | Stati Uniti | Starplex Pavilion | Maltempo |